# Constante de Backhouse
La constante de Backhouse est une constante mathématique portant le nom du mathématicien Nigel Backhouse. Sa valeur est d'environ 1,456 074 948.
Elle est définie via la série entière dont les coefficients sont les nombres premiers croissants :
{\displaystyle P(x)=1+\sum _{k=1}^{\infty }p_{k}x^{k}=1+2x+3x^{2}+5x^{3}+7x^{4}+\cdots }
et son inverse multiplicatif :
{\displaystyle Q(x)={\frac {1}{P(x)}}=\sum _{k=0}^{\infty }q_{k}x^{k}.}
Alors:
{\displaystyle \lim _{k\to \infty }\left|{\frac {q_{k+1}}{q_{k}}}\right\vert =1,45607\ldots }.
L'existence de la limite a été conjecturée par Backhouse, et prouvée par Philippe Flajolet.